# Sárkány-szitakötők
A sárkány-szitakötők (Corduliidae) a szitakötők rendjének egyik családja. Nevét a Cordulia nemről kapta, amely a kordüleia (bunkó) görög kifejezésből származik és a hímek felül karcsú, alul kiszélesedő potrohformájára utal. Legközelebbi rokonaik a laposhasú acsák. Legrégebbi ismert fosszíliája 65 millió éves. Magyarországon négy, ebbe a családba tartozó szitakötőfaj honos.

## Megjelenésük
Közepes vagy nagy termetű szitakötők. Lábaik jellemzően hosszúak és a család sok tagja fémzöld színű (főleg a Somatochlora nembe tartozó fajok); mások viszont kevésbé feltűnőek. Szemeik sokszor élénkzöldek. A nőstények petéiket egyesével (Somatochlora), csomagban (Cordulia) vagy hosszú zsinórban ( Epitheca ) rakják a vízbe. A zömök alkatú lárvák hosszú lábúak és potrohukon jól látható tüskéket viselnek.

## Életmódjuk
A sárkány-szitakötők jó repülők, a hímek sok időt töltenek a levegőben, ahol nagy sebességgel és gyakran irányt változtatva röködnek. A nőstények óvatosabbak és inkább a parti növényzetben rejtőznek.
A párzás a levegőben kezdődik, de a növényekre telepedve fejezik be. A peterakást a nőstény egyedül, a hím asszisztenciája nélkül végzi. Ilyenor közel repül a felszínhez és potroha végét többször is a vízbe dugja. Egyes fajok a part iszapjára helyezik petéiket.
A lárvák lassú mozgásúak és szinte mindig az aljzaton tartózkodnak, néha beássák magukat az iszapba. Fejlődése ideje két-három évig is tart. Egyes fajok tizenkétszer is vedlenek. Kedvelt élőhelyeik az eutrofizálódó, mocsaras tavak vagy a nagyobb, erdős-bozótos partú síkvidéki állóvizek.

## Nemek

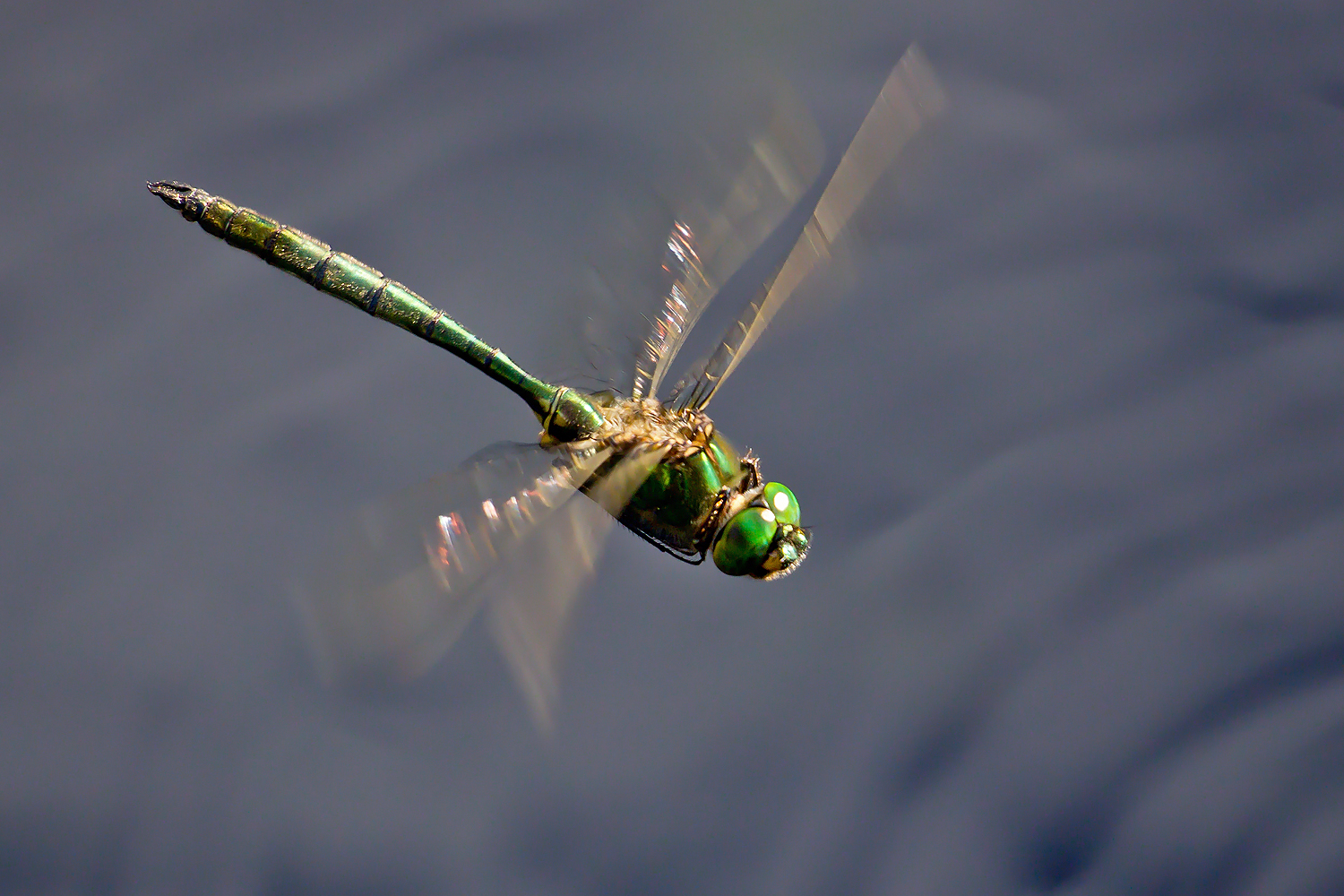
Fémzöld szitakötő (Somatochlora metallica)

A családba 39 nem tartozik. Európában 5 nem 11 faja képviselteti magát, de ebből 7 faj a Somatochlora nemhez tartozik.
- Aeschnosoma Selys, 1870
- Antipodochlora Fraser, 1939
- Apocordulia Watson, 1980
- Archaeophya Fraser, 1959
- Austrocordulia Tillyard, 1909
- Austrophya Tillyard, 1909
- Cordulephya Selys, 1870
- Cordulia Leach, 1815
- Cordulisantosia Fleck & Costa, 2007
- Dorocordulia Needham, 1901
- Epitheca Burmeister, 1839
- Gomphomacromia Brauer, 1864
- Guadalca Kimmins, 1957
- Helocordulia Needham, 1901
- Hemicordulia Selys, 1870
- Hesperocordulia Tillyard, 1911
- Heteronaias Needham & Gyger, 1937
- Idionyx Hagen, 1867
- Idomacromia Karsch, 1896
- Lathrocordulia Tillyard, 1911
- Lauromacromia Geijskes, 1970
- Libellulosoma Martin, 1907
- Macromia Rambur, 1842
- Metaphya Laidlaw, 1912
- Micromidia Fraser, 1959
- Navicordulia Machado & Costa, 1995
- Neocordulia Selys, 1882
- Neophya Selys, 1881
- Nesocordulia McLachlan, 1882
- Neurocordulia Selys, 1871
- Oxygastra Selys, 1870
- Paracordulia Martin, 1906
- Pentathemis Karsch, 1890
- Procordulia Martin, 1907
- Pseudocordulia Tillyard, 1909
- Rialla Navás, 1915
- Somatochlora Selys, 1871
- Syncordulia Selys, 1882
- Williamsonia Davis, 1913

## Magyarországi fajok
- Érces szitakötő (Cordulia aenea)
- Fémzöld szitakötő (Somatochlora metallica)
- Sárgafoltos szitakötő (Somatochlora flavomaculata)
- Kétfoltú szitakötő (Epitheca bimaculata)

## Fordítás
- Ez a szócikk részben vagy egészben  a   Falkenlibellen című német Wikipédia-szócikk ezen változatának fordításán alapul.  Az eredeti cikk szerkesztőit annak laptörténete sorolja fel. Ez a jelzés csupán a megfogalmazás eredetét és a szerzői jogokat jelzi, nem szolgál a cikkben szereplő információk forrásmegjelöléseként.